# Jij
Jij (volle vorm) of je is een persoonlijk voornaamwoord, dat gebruikt wordt als alledaagse aanspreekvorm in de tweede persoon enkelvoud, als onderwerp in een zin. De overeenkomende voorwerpsvorm is jou. Voor de tweede persoon meervoud wordt als persoonlijk voornaamwoord jullie gebruikt.

## Historische achtergrond
Oorspronkelijk was het Middelnederlandse persoonlijk voornaamwoord voor de tweede persoon enkelvoud du (met de "u" op zijn Nederlands uitgesproken, niet op zijn Duits) of doe, zoals nu nog in het Fries, het Stadsfries, het Gronings en de meeste Limburgse dialecten.
In de late middeleeuwen kwam in Vlaanderen de alternatieve vorm "ghi" of "gi" op, waarvan de uitspraak in de 16e eeuw evolueerde naar "gij". Deze was van een beleefdheidsvorm (in de tweede persoon meervoud) geëvolueerd naar een echte tweede persoon enkelvoud. De Hollandse dialectische variant op "gij" was "jij". De accusatief van "gij" en "jij" was "u".
Het feit dat de vorm "jij" zich heeft ontwikkeld uit een tweede persoon meervoud is nog te zien in de uitgangen van werkwoorden die worden vervoegd in de tweede persoon enkelvoud: de oorspronkelijke '-st'-uitgang van de tweede persoon enkelvoud (vergelijk met het Duits: du sprichst) maakte plaats voor een '-t'-uitgang (Duits: ihr sprecht (jullie spreken); Nederlands: jij spreekt).
Voor het meervoud ging men de vorm "gijlieden" gebruiken, die later tot "jullie" is geëvolueerd. In de Vlaamse regio en Brussel zegt men in de omgangstaal nog steeds 'gij-le' (In het Noord-Brabants: 'gullie').
In de 17e of 18e eeuw werd de behoefte gevoeld aan een (nieuwe) beleefdheidsvorm, dat werd "Uedele", hetgeen later werd afgekort tot "U".

## Parallelle vormen
In plaats van jij kan ook gij worden gebruikt. Deze vorm is in het Standaardnederlands echter niet gebruikelijk en doet veelal ouderwets aan, maar is in België en het zuiden van Nederland wel gangbaar in de spreektaal; daar is jij juist weinig gebruikelijk in de informele spreektaal. 
Een Nedersaksische variant van jij is iej, het Friese cognaat is jo/jim(me), het Limburgse geer (beide laatste betekenen nog steeds jullie en u). De grens tussen gij en jij vormt voor een groot deel de dialectgrens tussen het Hollands en het Brabants. De Hollandse vorm jij komt niet uit het Frankisch, maar is van Fries/Ingweoonse oorsprong.
Bij het hanteren van de beleefdheidsvorm, die voor de hand ligt bij het aanspreken van ouderen, onbekenden, in formele situaties et cetera, wordt het voornaamwoord u gebruikt. 